# Josep Tarradellas
Josep Tarradellas i Joan, premier marquis de Tarradellas, né le 19 janvier 1899 à Cervelló et mort le 10 juin 1988 à Barcelone, est un homme politique espagnol, président de la Généralité de Catalogne en exil de 1954 à 1977, puis jusqu'en 1980 à la tête de la même institution restaurée.

## Biographie
Son militantisme catalaniste le fait se tourner très jeune vers la vie politique. Il participe à la fondation du parti Gauche républicaine de Catalogne (ERC), pour lequel il sera élu député pour la première fois en 1931. La même année, il accède au gouvernement de la Généralité de Catalogne comme conseiller de gouvernement. Pendant la guerre civile, il occupe les postes de conseiller des Finances et de président du conseil exécutif de la Généralité. 
Exilé en Suisse et en France à partir de 1939, il est élu par les députés catalans en exil président de la Généralité en 1954 au Mexique. Depuis sa résidence de Saint-Martin-le-Beau, il va pendant de longues années maintenir le cap de l'institution. 
Le 23 octobre 1977, il rentre d'exil et va prononcer la fameuse phrase : « Ciutadans de Catalunya, ja soc aquí  » (« Citoyens de Catalogne, me voilà »). Nommé président de la Généralité provisoire, il est chargé de former un gouvernement avec lequel il rédige le Statut de 1979 et convoque les élections en mars 1980.